# Finnország az 1924. évi téli olimpiai játékokon
Finnország a franciaországi Chamonix-ban megrendezett 1924. évi téli olimpiai játékok egyik részt vevő nemzete volt. Az országot az olimpián 6 sportágban 18 sportoló képviselte, akik összesen 11 érmet szereztek.

## Érmesek
| Érem  | Versenyző                                                        | Sportág         | Versenyszám     |
| ----- | ---------------------------------------------------------------- | --------------- | --------------- |
| Arany | Clas Thunberg                                                    | Gyorskorcsolya  | Férfi 1500 m    |
| Arany | Clas Thunberg                                                    | Gyorskorcsolya  | Férfi 5000 m    |
| Arany | Julius Skutnabb                                                  | Gyorskorcsolya  | Férfi 10 000 m  |
| Arany | Clas Thunberg                                                    | Gyorskorcsolya  | Férfi összetett |
| Ezüst | Julius Skutnabb                                                  | Gyorskorcsolya  | Férfi 5000 m    |
| Ezüst | Clas Thunberg                                                    | Gyorskorcsolya  | Férfi 10 000 m  |
| Ezüst | Väinö Bremer August Eskelinen Heikki Hirvonen Martti Lappalainen | Military patrol | Csapat          |
| Ezüst | Ludovika Jakobsson Walter Jakobsson                              | Műkorcsolya     | Páros           |
| Bronz | Clas Thunberg                                                    | Gyorskorcsolya  | Férfi 500 m     |
| Bronz | Julius Skutnabb                                                  | Gyorskorcsolya  | Férfi összetett |
| Bronz | Tapani Niku                                                      | Sífutás         | Férfi 18 km     |

## Északi összetett
| Versenyző         | Sífutás | Sífutás | Sífutás | Síugrás  | Síugrás  | Síugrás  | Síugrás  | Síugrás | Síugrás | Összesítés | Összesítés |
| Versenyző         | Sífutás | Sífutás | Sífutás | 1. ugrás | 1. ugrás | 2. ugrás | 2. ugrás | Össz.   | Össz.   | Összesítés | Összesítés |
| Versenyző         | Idő     | Pont    | Hely.   | Távolság | Pont     | Távolság | Pont     | Pont    | Hely.   | Pont       | Helyezés   |
| ----------------- | ------- | ------- | ------- | -------- | -------- | -------- | -------- | ------- | ------- | ---------- | ---------- |
| Verner Eklöf      | 1:34:11 | 10,250  | 11.     | 37,0     | 14,75    | 37,0     | 15,083   | 14,916  | 11.     | 12,583     | 9.         |
| Sulo Jääskeläinen | 1:42:30 | 6,125   | 19.     | 41,5     | 16,542   | 41,0     | 16,666   | 16,604  | 6.      | 11,365     | 16.        |

## Gyorskorcsolya
| Versenyző       | Versenyszám | Eredmény      | Helyezés      |
| --------------- | ----------- | ------------- | ------------- |
| Julius Skutnabb | 500 m       | 46,4          | 10.           |
| Julius Skutnabb | 1500 m      | 2:26,6        | 4.            |
| Julius Skutnabb | 5000 m      | 8:48,4        |               |
| Julius Skutnabb | 10 000 m    | 18:04,8       |               |
| Clas Thunberg   | 500 m       | 44,8          | *             |
| Clas Thunberg   | 1500 m      | 2:20,8        |               |
| Clas Thunberg   | 5000 m      | 8:39,0        |               |
| Clas Thunberg   | 10 000 m    | 18:07,8       |               |
| Asser Wallenius | 500 m       | 45,0          | 5.            |
| Asser Wallenius | 1500 m      | nem ért célba | nem ért célba |
| Asser Wallenius | 5000 m      | 9:12,8        | 10.           |
| Asser Wallenius | 10 000 m    | 19:03,8       | 10.           |

| Versenyző       | Versenyszám | 500 m | 500 m | 5000 m | 5000 m | 1500 m         | 1500 m         | 10 000 m | 10 000 m | Összesítés | Összesítés     | Összesítés |
| Versenyző       | Versenyszám | Idő   | Hely  | Idő    | Hely   | Idő            | Hely           | Idő      | Hely     | Pontszám   | Idők pontszáma | Helyezés   |
| --------------- | ----------- | ----- | ----- | ------ | ------ | -------------- | -------------- | -------- | -------- | ---------- | -------------- | ---------- |
| Julius Skutnabb | Összetett   | 46,4  | 7.    | 8:48,4 | 2.     | 2:26,6         | 4.             | 18:04,8  | 1.       | 11         | 202,35         |            |
| Clas Thunberg   | Összetett   | 44,8  | 1.*   | 8:39,0 | 1.     | 2:20,8         | 1.             | 18:07,8  | 2.       | 5,5        | 198,02         |            |
| Asser Wallenius | Összetett   | 45,0  | 3.    | 9:12,8 | 7.     | nem ért célba~ | nem ért célba~ | 19:03,8  | 7.       | kiesett    | kiesett        | kiesett    |

* - egy másik versenyzővel azonos eredményt ért el
~ - a futam során elesett

## Military patrol
| Versenyző                                                        | Időeredmény | Célpont | Eredmény | Helyezés |
| ---------------------------------------------------------------- | ----------- | ------- | -------- | -------- |
| August Eskelinen Heikki Hirvonen Martti Lappalainen Väinö Bremer | 4:05:40     | 11      | 4:00:10  |          |

## Műkorcsolya
| Versenyző                           | Versenyszám | Helyezési pontszámok bírónként | Helyezési pontszámok bírónként | Helyezési pontszámok bírónként | Helyezési pontszámok bírónként | Helyezési pontszámok bírónként | Helyezési pontszámok bírónként | Helyezési pontszámok bírónként | Több. hely. száma | Hely. össz. | Pont  | Helyezés |
| Versenyző                           | Versenyszám | 1                              | 2                              | 3                              | 4                              | 5                              | 6                              | 7                              | Több. hely. száma | Hely. össz. | Pont  | Helyezés |
| ----------------------------------- | ----------- | ------------------------------ | ------------------------------ | ------------------------------ | ------------------------------ | ------------------------------ | ------------------------------ | ------------------------------ | ----------------- | ----------- | ----- | -------- |
| Ludovika Jakobsson Walter Jakobsson | Páros       | 4,0                            | 3,0                            | 2,0                            | 2,0                            | 3,5                            | 3,0                            | 1,0                            | 5×3+              | 18,5        | 71,75 |          |

## Sífutás
| Versenyző        | Versenyszám | Eredmény      | Helyezés      |
| ---------------- | ----------- | ------------- | ------------- |
| Matti Ritola     | 18 km       | 1:25:13,0     | 11.           |
| Anton Collin     | 18 km       | 1:33:54,6     | 16.           |
| Anton Collin     | 50 km       | nem ért célba | nem ért célba |
| Tapani Niku      | 18 km       | 1:16:26,0     |               |
| Tapani Niku      | 50 km       | nem ért célba | nem ért célba |
| Matti Raivio     | 18 km       | 1:19:10,4     | 7.            |
| Matti Raivio     | 50 km       | 4:06:50       | 7.            |
| Erkki Kämäräinen | 50 km       | nem ért célba | nem ért célba |

## Síugrás
| Versenyző         | 1. ugrás | 1. ugrás | 1. ugrás | 2. ugrás | 2. ugrás | 2. ugrás | Összesítés | Összesítés |
| Versenyző         | Távolság | Pont     | Hely.    | Távolság | Pont     | Hely.    | Pont       | Helyezés   |
| ----------------- | -------- | -------- | -------- | -------- | -------- | -------- | ---------- | ---------- |
| Sulo Jääskeläinen | 42,5     | 16,543   | 10.      | 42,5     | 16,293   | 13.      | 16,418     | 11.        |
| Tuure Nieminen    | 42,5     | 16,192   | 14.      | 41,0     | 16,333   | 12.      | 16,263     | 13.        |